# Nati il 24 febbraio

## XII secolo(1)
- 1103 - Toba, imperatore giapponese († 1156)

## XIV secolo(3)
- 1304 - Ibn Baṭṭūṭa, viaggiatore, storico e giurista berbero
- 1360 - Amedeo VII di Savoia, nobile († 1391)
- 1396 - Alfonso V d'Aragona, principe spagnolo († 1458)

## XV secolo(4)
- 1444 - Felino Sandeo, giurista e vescovo cattolico italiano († 1503)
- 1463 - Giovanni Pico della Mirandola, umanista e filosofo italiano († 1494)
- 1465 - Lorenzo Violi, notaio e scrittore italiano († 1556)
- 1480 - Cristina Ciccarelli, monaca cristiana italiana († 1543)

## XVI secolo(14)
- 1501 - Ippolita Torelli, nobildonna e poetessa italiana († 1520)
- 1503 - Johann Gropper, cardinale tedesco († 1559)
- 1510 - Costanzo II Sforza, nobile italiano († 1512)
- 1519 - Francesco I di Guisa, condottiero e politico francese († 1563)
- 1535 - Eleonora di Roucy, nobile francese († 1564)
- 1536 - Papa Clemente VIII, papa, vescovo cattolico e cardinale italiano († 1605)
- 1547 - Giovanni d'Austria, generale, ammiraglio e diplomatico tedesco († 1578)
- 1557 - Mattia d'Asburgo, re († 1619)
- 1567 - Enrico Matteo von Thurn-Valsassina, generale ceco († 1640)
- 1579 - Johann Jacob Grasser, storico e archeologo svizzero († 1627)
- 1580 - Matthias Hoë von Hoënegg, pastore protestante tedesco († 1645)
- 1592 - Maciej Kazimierz Sarbiewski, poeta polacco († 1640)
- 1593 - Henry de Vere, XVIII conte di Oxford, avvocato e militare britannico († 1625)
- 1597 - Vincent Voiture, poeta francese († 1648)

## XVII secolo(19)
- 1619 - Charles Le Brun, pittore e decoratore francese († 1690)
- 1622 - Johannes Clauberg, teologo e filosofo tedesco († 1665)
- 1625 - Francesco D'Andrea, giurista, filosofo e politico italiano († 1698)
- 1628 - Paolo Spinola Doria, nobile e politico italiano († 1699)
- 1634 - Petrus von Mascow, giurista tedesco († 1719)
- 1643 - Orazio Marinali, scultore italiano († 1720)
- 1644 - Maria Elisabeth Lämmerhirt, tedesca († 1694)
- 1660 - John Murray, I duca di Atholl, nobile, politico e ufficiale scozzese († 1724)
- 1662 - Rocco Stella, nobile e militare italiano († 1720)
- 1666 - Charles Wager, ammiraglio e politico inglese († 1743)
- 1667 - Paolo Mattia Doria, filosofo e matematico italiano († 1746)
- 1671 - Donato Creti, pittore italiano († 1749)
- 1678 - Maria Anna di Borbone-Condé, nobile francese († 1718)
- 1687 - Carlo Albani, I principe di Soriano nel Cimino, nobile italiano († 1724)
- 1689 - Pietro Paolo Conti, cardinale italiano († 1770)
- 1693 - Francesco Eboli, duca di Castropignano, nobile e militare italiano († 1758)
- 1699 - Domenico La Bruna, pittore italiano († 1763)
- 1699 - Giuseppe Pascaletti, pittore italiano († 1757)
- 1700 - Matteo Battaglia, pittore italiano († 1777)

## XVIII secolo(42)
- 1705 - Salvatore Andreani, vescovo cattolico italiano († 1784)
- 1709 - Jacques de Vaucanson, inventore e artista francese († 1782)
- 1721 - John McKinly, politico irlandese († 1796)
- 1722 - John Burgoyne, militare, politico e drammaturgo britannico († 1792)
- 1725 - François Clary, mercante francese († 1794)
- 1726 - Federico Antonio di Hohenzollern-Hechingen, generale e nobile tedesco († 1812)
- 1728 - Franz Joseph Aumann, compositore, presbitero e religioso austriaco († 1797)
- 1735 - René-Louis de Girardin, artista, scrittore e militare francese († 1808)
- 1736 - Carlo Alessandro di Brandeburgo-Ansbach, nobile tedesco († 1806)
- 1744 - Jean Daniel de Gambs, militare francese († 1823)
- 1745 - Fëdor Fëdorovič Ušakov, ammiraglio russo († 1817)
- 1746 - Uno von Troil, arcivescovo luterano svedese († 1803)
- 1749 - Mary Eleanor Bowes, nobildonna britannica († 1800)
- 1751 - Bartolomeo Forteguerri, ammiraglio italiano († 1809)
- 1753 - Henri-Pierre Danloux, pittore francese († 1809)
- 1758 - Maximin Isnard, politico francese († 1825)
- 1766 - Samuel Wesley, organista, compositore e direttore di coro inglese († 1837)
- 1767 - Buddha Loetla Nabhalai, siamese († 1824)
- 1767 - José Matías Delgado, politico e presbitero salvadoregno († 1832)
- 1767 - José Matías Quintana, scrittore e politico messicano († 1841)
- 1768 - Jean-Blaise Martin, cantante lirico francese († 1837)
- 1769 - Maurizio Benedetto Olivieri, religioso, presbitero e funzionario italiano († 1845)
- 1771 - Johann Baptist Cramer, pianista, compositore e editore inglese († 1858)
- 1772 - William Harris Crawford, politico statunitense († 1834)
- 1772 - Bernardino Dalponte, italiano († 1860)
- 1774 - Adolfo, duca di Cambridge, nobile britannico († 1850)
- 1774 - Archibald Constable, editore scozzese († 1827)
- 1775 - Edward Seymour, XI duca di Somerset, nobile britannico († 1855)
- 1776 - Mario Pieri, letterato italiano († 1852)
- 1779 - Johann Ernst Hoyos, generale austriaco († 1849)
- 1780 - Ludovico Prosseda, pittore e incisore italiano († 1860)
- 1783 - Giuseppe Rivelli, poeta e letterato italiano († 1860)
- 1785 - Manuel Rodríguez Erdoíza, avvocato, politico e guerrigliero cileno († 1818)
- 1786 - Wilhelm Grimm, filologo, linguista e scrittore tedesco († 1859)
- 1788 - Henry Ducie Chads, ammiraglio britannico († 1868)
- 1788 - Johan Christian Dahl, pittore norvegese († 1857)
- 1792 - Vincenzo Antinori, fisico, meteorologo e storico della scienza italiano († 1865)
- 1793 - Mathias Arminjon, politico italiano († 1859)
- 1793 - Livio Mariani, politico, storico e giurista italiano († 1855)
- 1794 - María Manuela Kirkpatrick, nobildonna spagnola († 1879)
- 1797 - Samuel Lover, compositore, scrittore e artista irlandese († 1868)
- 1800 - Friedrich Maximilian Hessemer, scrittore e architetto tedesco († 1860)

## XIX secolo(166)
- 1804 - Pierre-Marie-Charles de Bernard du Grail de la Villette, scrittore e poeta francese († 1850)
- 1805 - Jules-Édouard Alboize de Pujol, drammaturgo, librettista e storico francese († 1854)
- 1805 - Jules Victor Génisson, pittore belga († 1860)
- 1805 - Giovanni Battista Piazzoni, imprenditore e politico italiano († 1881)
- 1807 - Wilhem Friedrich Riese, scrittore e drammaturgo tedesco († 1879)
- 1808 - Jean de Witte, archeologo, epigrafista e numismatico belga († 1889)
- 1809 - Asa Fitch, entomologo statunitense († 1879)
- 1809 - Edwin von Manteuffel, generale tedesco († 1885)
- 1810 - Luisa Amalia Paladini, educatrice, scrittrice e poetessa italiana († 1872)
- 1811 - Edward Dickinson Baker, politico, militare e avvocato statunitense († 1861)
- 1811 - Friedrich Daniel Bassermann, politico tedesco († 1855)
- 1811 - Eugène-Melchior Péligot, chimico francese († 1890)
- 1815 - Giuseppe Grassi de Joannon, compositore italiano († 1885)
- 1816 - Timothy Otis Howe, politico statunitense († 1883)
- 1817 - Auguste-Alexandre Ducrot, generale francese († 1882)
- 1817 - Heinrich Eduard von Lade, banchiere e astronomo tedesco († 1904)
- 1821 - Julius August Christoph Zech, astronomo e matematico tedesco († 1864)
- 1822 - Adam Józef Potocki, nobile e politico polacco († 1872)
- 1822 - Francesco Auriti, politico italiano († 1896)
- 1824 - Edward Adams, naturalista e chirurgo inglese († 1856)
- 1824 - Domenico Damis, patriota, generale e politico italiano († 1904)
- 1824 - Henri Alfred Jacquemart, scultore francese († 1896)
- 1826 - Emidio Coppa, nobile, agronomo e politico italiano († 1902)
- 1826 - Maria Rosa Flesch, francescano tedesca († 1906)
- 1826 - Theo van Lynden van Sandenburg, politico olandese († 1885)
- 1827 - Lydia Becker, attivista britannica († 1890)
- 1829 - Friedrich Spielhagen, scrittore tedesco († 1911)
- 1830 - Karolina Světlá, scrittrice ceca († 1899)
- 1831 - Leo von Caprivi, generale e politico tedesco († 1899)
- 1832 - Gaetano Giorgio Gemmellaro, geologo, paleontologo e politico italiano († 1904)
- 1832 - Juan Clemente Zenea, scrittore e patriota cubano († 1871)
- 1833 - Eduard Taaffe, politico austriaco († 1895)
- 1834 - Julius Kollmann, antropologo, anatomista e zoologo tedesco († 1918)
- 1835 - Julius Vogel, politico e scrittore britannico († 1899)
- 1836 - Winslow Homer, pittore, illustratore e incisore statunitense († 1910)
- 1837 - Aleksandr Mihajlovič Dodonov, tenore russo († 1914)
- 1837 - Raffaello Fornaciari, filologo italiano († 1917)
- 1837 - Algernon Freeman-Mitford, I barone Redesdale, nobile, diplomatico e scrittore inglese († 1916)
- 1837 - José Joaquim Teixeira Lopes, scultore e ceramista portoghese († 1918)
- 1838 - Filippo Bacciu, vescovo cattolico italiano († 1914)
- 1840 - Jean-Baptiste Berthier, presbitero francese († 1908)
- 1840 - Baldovina Vestri, patriota italiana († 1931)
- 1841 - Ulysse Chevalier, presbitero, bibliografo e storico francese († 1923)
- 1841 - Carl Gräbe, chimico tedesco († 1927)
- 1841 - Luigi Majnoni d'Intignano, politico italiano († 1918)
- 1841 - Galeazzo Massari, politico italiano († 1902)
- 1842 - Arrigo Boito, letterato, librettista e compositore italiano († 1918)
- 1842 - Émile Brugsch, egittologo e archeologo tedesco († 1930)
- 1843 - Teófilo Braga, politico, filosofo e poeta portoghese († 1924)
- 1843 - Luigi Musini, politico italiano († 1903)
- 1844 - Raffaello Sorbi, pittore italiano († 1931)
- 1846 - Christian Gerhard Leopold, ginecologo tedesco († 1911)
- 1846 - Otto Lessing, scultore tedesco († 1912)
- 1847 - Ricciotti Garibaldi, generale, politico e patriota italiano († 1924)
- 1847 - Luigi Marino, filosofo, storico e letterato italiano († 1912)
- 1848 - Grant Allen, scrittore e naturalista canadese († 1899)
- 1848 - Lemmo Rossi-Scotti, pittore italiano († 1926)
- 1849 - Primitivo Gonzáles del Alba, criminologo spagnolo († 1913)
- 1850 - Mari Jászai, attrice ungherese († 1926)
- 1850 - Maximilian von Schwartzkoppen, ufficiale prussiano († 1917)
- 1851 - Hermann Paasche, statistico e politico tedesco († 1925)
- 1852 - George Moore, scrittore, poeta e drammaturgo irlandese († 1933)
- 1855 - Emma Lampert Cooper, pittrice statunitense († 1920)
- 1855 - Adolph Stöhr, filosofo, logico e docente austriaco († 1921)
- 1855 - Konstantin Veličkov, scrittore bulgaro († 1907)
- 1857 - Giovanni Roncagli, militare, geografo e cartografo italiano († 1929)
- 1858 - Alphonse Jacques de Dixmude, generale belga († 1928)
- 1858 - Arnold Dolmetsch, musicista francese († 1940)
- 1858 - Maria Luisa Larisch-Wallersee, contessa († 1940)
- 1859 - George Edwin Patey, ammiraglio inglese († 1935)
- 1860 - Placida von Eichendorff, badessa e religiosa tedesca († 1921)
- 1861 - Antonina Leonardovna Rževskaja, pittrice russa († 1934)
- 1862 - Cesare Vianello, pittore italiano († 1953)
- 1863 - Umberto Cagni di Bu Meliana, nobile, ammiraglio e esploratore italiano († 1932)
- 1864 - Karl Fritsch, botanico austriaco († 1934)
- 1864 - José Pardo y Barreda, politico peruviano († 1947)
- 1864 - Oscar Ricciardi, pittore italiano († 1935)
- 1866 - Giuseppe Giusti Sinopoli, drammaturgo italiano († 1923)
- 1866 - Arthur Pearson, giornalista e editore britannico († 1921)
- 1866 - Hubert Van Innis, arciere belga († 1961)
- 1867 - James Anthony Walsh, vescovo cattolico statunitense († 1936)
- 1868 - Édouard Alphonse James de Rothschild, banchiere e giocatore di polo francese († 1949)
- 1869 - Ibrahim Hananu, funzionario siriano († 1935)
- 1870 - Jules-Géraud Saliège, cardinale e arcivescovo cattolico francese († 1956)
- 1871 - Ercole Agliardi, giornalista e saggista italiano († 1947)
- 1871 - Sevasti Qiriazi, attivista, insegnante e missionaria albanese († 1949)
- 1872 - John Jarvis, nuotatore e pallanuotista britannico († 1933)
- 1872 - Hans Junkermann, attore tedesco († 1943)
- 1872 - Gustave Sandras, ginnasta francese († 1951)
- 1874 - George Botsford, compositore statunitense († 1949)
- 1874 - Honus Wagner, giocatore di baseball e allenatore di baseball statunitense († 1955)
- 1875 - Alfred Agache, architetto, urbanista e sociologo francese († 1959)
- 1875 - Raffaele Chiurazzi, poeta italiano († 1957)
- 1875 - Maximilian von Schenckendorff, generale tedesco († 1943)
- 1876 - Victor Moore, attore, regista e sceneggiatore statunitense († 1962)
- 1877 - Romeo Bernotti, ammiraglio e politico italiano († 1974)
- 1877 - Rudolph Ganz, compositore, pianista e direttore d'orchestra svizzero († 1972)
- 1877 - Evelyn Jamison, storica inglese († 1972)
- 1877 - Charles Lalo, filosofo francese († 1953)
- 1878 - George Cowl, attore e regista inglese († 1942)
- 1879 - Mario Donati, chirurgo italiano († 1946)
- 1879 - Gaetano Perusini, medico italiano († 1915)
- 1879 - Herman Teirlinck, scrittore e drammaturgo belga († 1967)
- 1879 - Laureto Tieri, fisico italiano († 1952)
- 1880 - Einar Arnórsson, politico islandese († 1955)
- 1880 - Ugo Gigliarelli Fiumi, generale italiano († 1944)
- 1880 - Samuel Hoare, politico britannico († 1959)
- 1880 - J.P. McGowan, regista, attore e sceneggiatore australiano († 1952)
- 1880 - Joseph Spencer, nuotatore statunitense († 1963)
- 1882 - Lajos Gönczy, altista ungherese († 1915)
- 1882 - Eqrem Libohova, politico albanese († 1948)
- 1882 - Rudolf Lindmayer, tiratore di fune e lottatore austriaco († 1957)
- 1882 - Luisa d'Orléans, nobile francese († 1958)
- 1883 - Amleto Giovanni Cicognani, cardinale italiano († 1973)
- 1884 - Alexander Bustamante, sindacalista e politico giamaicano († 1977)
- 1884 - William Theodore Heard, cardinale scozzese († 1973)
- 1884 - Kenneth Hunt, calciatore inglese († 1949)
- 1885 - Jacob Bernstein, scacchista statunitense († 1959)
- 1885 - Juliusz Kaden-Bandrowski, scrittore polacco († 1944)
- 1885 - Bert Lytell, attore statunitense († 1954)
- 1885 - Chester Nimitz, ammiraglio statunitense († 1966)
- 1885 - Pietro Amato Perretta, magistrato e partigiano italiano († 1944)
- 1885 - Domenicano Tondi, scrittore e poeta italiano († 1965)
- 1885 - Stanisław Ignacy Witkiewicz, drammaturgo, filosofo e scrittore polacco († 1939)
- 1886 - Luigi Foscolo Benedetto, critico letterario e francesista italiano († 1966)
- 1887 - Wilhelm Brekke, calciatore norvegese († 1938)
- 1887 - Boris Kostić, scacchista jugoslavo († 1963)
- 1889 - Suzanne Bianchetti, attrice francese († 1936)
- 1889 - Paolo De Michelis, politico italiano († 1961)
- 1889 - Aleksej Denisovič Dikij, attore teatrale russo († 1956)
- 1889 - Hermann Keimel, grafico e pittore tedesco († 1948)
- 1889 - Albin Stenroos, maratoneta e mezzofondista finlandese († 1971)
- 1890 - Marjorie Main, attrice statunitense († 1975)
- 1890 - Fred Sersen, effettista statunitense († 1962)
- 1891 - André Coeuroy, musicologo francese († 1976)
- 1891 - Egidio Caspani, religioso italiano († 1962)
- 1891 - Giulio Martinat, generale italiano († 1943)
- 1892 - Eduardo Arolas, fisarmonicista, compositore e direttore d'orchestra argentino († 1924)
- 1892 - Ruggero Maineri, calciatore e allenatore di calcio italiano († 1958)
- 1892 - Maurice Monney-Bouton, canottiere francese († 1965)
- 1893 - Marco Antonetto, imprenditore e dirigente sportivo italiano († 1955)
- 1893 - Dirk Boonstra, poliziotto olandese († 1944)
- 1893 - Christian Dell, designer tedesco († 1974)
- 1894 - Heinrich Bütefisch, chimico tedesco († 1969)
- 1894 - Willie Moretti, mafioso italiano († 1951)
- 1895 - Sanzio Blasi, scultore italiano († 1972)
- 1895 - Giuseppe Verzì, magistrato italiano
- 1896 - Cesare Cardini, cuoco italiano († 1956)
- 1896 - Gonjiro Inazuka, agronomo giapponese († 1988)
- 1896 - Giuseppe Lunghi, calciatore italiano († 1994)
- 1896 - Richard Thorpe, regista e sceneggiatore statunitense († 1991)
- 1897 - Matija Bravničar, compositore sloveno († 1977)
- 1897 - Luigi Crespellani, politico e avvocato italiano († 1967)
- 1897 - Henri Frankfort, archeologo e egittologo olandese († 1954)
- 1898 - Ezio Coppa, medico e politico italiano († 1969)
- 1898 - Hubert Houben, velocista tedesco († 1956)
- 1898 - Alois Podhajsky, cavaliere austriaco († 1973)
- 1898 - Kurt Tank, ingegnere aeronautico tedesco († 1983)
- 1899 - Vincenzo Chiabotto, calciatore italiano († 1973)
- 1899 - Johan Grøttumsbråten, sciatore nordico norvegese († 1983)
- 1899 - Helmut Kolle, pittore tedesco († 1931)
- 1899 - Luigi Ossoinach, calciatore italiano († 1990)
- 1899 - Antonio Pietropaolo, anarchico e partigiano italiano († 1965)
- 1899 - Jacob Presser, storico, scrittore e docente olandese († 1970)
- 1900 - Frate Ave Maria, religioso italiano († 1964)
- 1900 - Augusto Parboni, calciatore italiano († 1984)

## XX secolo(961)
- 1901 - Émile Friess, calciatore francese († 1993)
- 1901 - Ernesto Ganelli, ingegnere italiano († 1985)
- 1901 - Matti Aarnio, militare finlandese († 1984)
- 1901 - David McCrae, calciatore scozzese († 1976)
- 1901 - Franz Rupp, pianista tedesco († 1992)
- 1901 - Paul ten Bruggencate, astronomo e astrofisico tedesco († 1961)
- 1902 - Gladys Aylward, missionaria inglese († 1970)
- 1902 - Giuseppe Capra, calciatore italiano († 1979)
- 1902 - Antonino Francaviglia, medico italiano († 1982)
- 1902 - Ezio Moioli, pittore italiano († 1981)
- 1902 - Marcel Rochas, stilista e profumiere francese († 1955)
- 1902 - Virginio Rosetta, calciatore e allenatore di calcio italiano († 1975)
- 1902 - Carlos Vidal, calciatore cileno († 1982)
- 1902 - Herbert Warnke, politico tedesco († 1975)
- 1903 - Vladimir Bartol, scrittore sloveno († 1967)
- 1903 - Ernesto Adamo Bignami, editore italiano († 1958)
- 1903 - Giuseppe Galimberti, calciatore italiano
- 1903 - Gaetano Gallo, calciatore italiano († 1962)
- 1903 - Gustave Hembroeckx, ciclista su strada belga († 1993)
- 1903 - Otto Martwig, calciatore tedesco († 1945)
- 1904 - Ralph Breyer, nuotatore statunitense († 1991)
- 1904 - Giuseppe Caron, politico italiano († 1998)
- 1904 - Giorgio De Stefani, tennista e dirigente sportivo italiano († 1992)
- 1904 - Tim Graham, attore statunitense († 1979)
- 1905 - La Jana, danzatrice e attrice austriaca († 1940)
- 1905 - Federico Kuntze, politico italiano († 1969)
- 1906 - Bertoldo di Baden, nobile tedesco († 1963)
- 1906 - Vasile Cristea, vescovo cattolico rumeno († 2000)
- 1906 - Şükriye Sultan, principessa ottomana († 1972)
- 1906 - Lorenz Huber, calciatore tedesco († 1989)
- 1906 - Lev Sedov, attivista sovietico († 1938)
- 1906 - Ludwig Stubbendorf, cavaliere tedesco († 1941)
- 1907 - Vitalij Bajrak, religioso ucraino († 1946)
- 1907 - Giuseppe Carpani, arbitro di calcio italiano († 1958)
- 1907 - Marjorie Courtenay-Latimer, biologa sudafricana († 2004)
- 1907 - Veljko Poduje, calciatore e allenatore di calcio jugoslavo († 1993)
- 1907 - Harry C. Schnur, poeta, traduttore e filologo classico tedesco († 1979)
- 1908 - Mario Marini, calciatore italiano
- 1909 - Max Black, filosofo britannico († 1988)
- 1909 - Abu l-Qasim al-Shabbi, poeta e saggista tunisino († 1934)
- 1909 - Giuseppe Cianino, militare italiano († 1945)
- 1909 - Enrico Degli Incerti, aviatore e militare italiano († 1938)
- 1909 - August Derleth, scrittore statunitense († 1971)
- 1909 - Joseph Fischer, calciatore lussemburghese († 1986)
- 1909 - Riccardo Freda, regista e sceneggiatore italiano († 1999)
- 1909 - Milton Frome, attore statunitense († 1989)
- 1910 - Clyde Hart, pianista e arrangiatore statunitense († 1945)
- 1910 - Carl Knowles, cestista statunitense († 1981)
- 1910 - Čeněk Kottnauer, scacchista cecoslovacco († 1996)
- 1910 - Marianne Löfgren, attrice svedese († 1957)
- 1910 - Hugo Strunz, mineralogista tedesco († 2006)
- 1911 - Henk Blomvliet, calciatore olandese († 1980)
- 1911 - Aleksandr Goldstein, compositore di scacchi polacco († 1988)
- 1911 - Walt Stanky, cestista statunitense († 1978)
- 1911 - Robert Williame, militare e aviatore francese († 1940)
- 1912 - Giovanni Ferrofino, arcivescovo cattolico italiano († 2010)
- 1912 - Elio Jotta, attore italiano († 1996)
- 1912 - Elsa Molè, politica italiana († 2006)
- 1912 - Rodolfo Pichi Sermolli, botanico italiano († 2005)
- 1912 - René Portocarrero, pittore cubano († 1985)
- 1912 - Jiří Trnka, illustratore, animatore e regista cecoslovacco († 1969)
- 1912 - Batista Vinatzer, alpinista italiano († 1993)
- 1913 - François Bourbotte, calciatore francese († 1972)
- 1913 - Erich B. Cahn, numismatico tedesco († 1993)
- 1913 - Richard M. Goodwin, matematico e economista statunitense († 1996)
- 1913 - Saro Urzì, attore italiano († 1979)
- 1914 - Livio Ceccotti, militare e aviatore italiano († 1942)
- 1914 - Renato Coletta, militare italiano († 1940)
- 1914 - Ralph Erskine, architetto inglese († 2005)
- 1914 - Virginia Giorgi, ginnasta italiana († 1991)
- 1914 - Eric Johnston, pallanuotista australiano († 2005)
- 1914 - Robert Kinoshita, effettista e scenografo statunitense († 2014)
- 1914 - Alfonso Miquel Garriga, religioso spagnolo († 1936)
- 1914 - Ricardo Odnoposoff, violinista argentino († 2004)
- 1914 - Zachary Scott, attore statunitense († 1965)
- 1914 - Lyne de Souza, modella francese († 1991)
- 1916 - Guglielmo Gabetto, calciatore italiano († 1949)
- 1916 - Willie Gilbert, commediografo e sceneggiatore statunitense († 1980)
- 1916 - Jaime Sarlanga, calciatore e allenatore di calcio argentino († 1966)
- 1917 - Moe Becker, cestista e allenatore di pallacanestro statunitense († 1996)
- 1917 - Aristide Sarti, aviatore italiano († 1945)
- 1918 - Hans Berglund, canoista svedese († 2006)
- 1918 - Bruno Castro, militare e aviatore italiano († 1942)
- 1918 - Camillo De Piaz, antifascista, saggista e traduttore italiano († 2010)
- 1918 - Aleksej Ivanovič Kandinskij, musicologo russo († 2000)
- 1918 - August Klingler, calciatore tedesco († 1944)
- 1918 - Hubert Miller, bobbista e militare statunitense († 2000)
- 1919 - Géza Bajári, cestista ungherese († 1986)
- 1919 - Nazario Carlo Bellandi, organista e compositore italiano († 2010)
- 1919 - Dean Cetrulo, schermidore statunitense († 2010)
- 1919 - Bernardo Colombo, statistico italiano († 2012)
- 1919 - Nellie Connally, first lady statunitense († 2006)
- 1919 - Doug McGibbon, calciatore inglese († 2002)
- 1920 - Bai Hong, attrice e cantante cinese († 1992)
- 1920 - Federico Boriani, pittore italiano († 2011)
- 1920 - Fortune FitzRoy, duchessa di Grafton, nobildonna inglese († 2021)
- 1920 - Renato Massari, politico italiano († 2012)
- 1920 - Mario Zuccarini, bibliotecario, bibliografo e storico italiano († 1996)
- 1921 - Edouard Fachleitner, ciclista su strada e dirigente sportivo italiano († 2008)
- 1921 - Carl-Gustaf Lindstedt, attore, comico e personaggio televisivo svedese († 1992)
- 1921 - Claudio Merenda, politico e avvocato italiano († 2008)
- 1921 - Luigi Nobile, calciatore italiano († 2009)
- 1921 - Cesare Presca, calciatore italiano († 1979)
- 1921 - Gaston Reiff, mezzofondista belga († 1992)
- 1921 - Alessandro Rossi, ingegnere e imprenditore italiano († 2010)
- 1921 - Kurt Sonnenfeld, musicista e compositore austriaco († 1997)
- 1921 - Abe Vigoda, attore statunitense († 2016)
- 1921 - Giorgio Zampa, giornalista e germanista italiano († 2008)
- 1922 - Silvio Formentin, calciatore italiano († 1990)
- 1922 - Richard Hamilton, pittore britannico († 2011)
- 1922 - Steven Hill, attore statunitense († 2016)
- 1922 - Giuseppe Molina, calciatore italiano († 2011)
- 1922 - André Nguyễn Văn Nam, vescovo cattolico vietnamita († 2006)
- 1922 - Pnina Salzman, pianista e docente israeliana († 2006)
- 1922 - Gerhard Thyben, militare e aviatore tedesco († 2006)
- 1923 - Franco D'Attoma, imprenditore e dirigente sportivo italiano († 1991)
- 1923 - Carole Gallagher, attrice statunitense († 1966)
- 1923 - Maurice Garrel, attore francese († 2011)
- 1923 - Alanna Knight, scrittrice e drammaturga britannica († 2020)
- 1923 - Park Nam-ok, regista, attrice e sceneggiatrice sudcoreana († 2017)
- 1923 - Salvatore Ruta, religioso e scrittore italiano († 2002)
- 1923 - Fred Steiner, compositore, direttore d'orchestra e arrangiatore statunitense († 2011)
- 1923 - Angelo Uboldi, calciatore italiano († 2006)
- 1924 - Ted Arison, armatore israeliano († 1999)
- 1924 - Chikage Awashima, attrice giapponese († 2012)
- 1924 - Teresa Bracco, italiana († 1944)
- 1924 - David C. Evans, informatico statunitense († 1998)
- 1924 - Zinaida Gilel's, violinista e insegnante sovietica († 2000)
- 1924 - Marija Golubničaja, ostacolista sovietica († 2015)
- 1924 - Jim Harding, allenatore di pallacanestro statunitense († 2000)
- 1924 - John Jackson, musicista statunitense († 2002)
- 1924 - Antanas Mikėnas, marciatore sovietico († 1994)
- 1924 - Erik Nielsen, politico canadese († 2008)
- 1925 - Etel Adnan, saggista e poetessa libanese († 2021)
- 1925 - Alberto Marson, cestista brasiliano († 2018)
- 1925 - Ernst Foreth, calciatore austriaco († 1999)
- 1925 - Irma Heijting-Schuhmacher, nuotatrice olandese († 2014)
- 1925 - Luis Prais, calciatore uruguaiano († 2005)
- 1925 - Patricia Zipprodt, costumista statunitense († 1999)
- 1926 - Lucio Abis, politico italiano († 2014)
- 1926 - Vinicio Diamanti, attore italiano († 2009)
- 1926 - Mario Grecchi, partigiano italiano († 1944)
- 1926 - Erich Loest, scrittore tedesco († 2013)
- 1926 - Jacqueline Roque, artista francese († 1986)
- 1927 - Marvin Kaplan, attore e sceneggiatore statunitense († 2016)
- 1927 - Giuseppe La Grutta, fisiologo e medico italiano († 2000)
- 1927 - Raymond Alphonse Lucker, vescovo cattolico statunitense († 2001)
- 1927 - Emmanuelle Riva, attrice cinematografica francese († 2017)
- 1927 - Karl-Heinz Spikofski, calciatore e allenatore di calcio tedesco († 1998)
- 1928 - Piero Baccelli, politico italiano († 2017)
- 1928 - Nils Christie, sociologo e criminologo norvegese († 2015)
- 1928 - Al Lettieri, attore statunitense († 1975)
- 1929 - Zdzisław Beksiński, pittore, fotografo e scultore polacco († 2005)
- 1929 - Guglielmo Berzano, politico italiano († 2023)
- 1929 - Domenico Campana, scrittore, sceneggiatore e regista italiano († 2022)
- 1929 - Andre Gunder Frank, sociologo e economista tedesco († 2005)
- 1929 - Anton Kopčan, calciatore cecoslovacco († 2001)
- 1929 - Kintaro Ohki, wrestler sudcoreano († 2006)
- 1929 - Édith Tavert, cestista e allenatrice di pallacanestro francese († 2022)
- 1930 - Fausto Cuocolo, giurista, politico e banchiere italiano († 2006)
- 1930 - Barbara Lawrence, attrice e modella statunitense († 2013)
- 1930 - Olinda Yip, cestista peruviana († 1973)
- 1931 - James Abourezk, politico e avvocato statunitense († 2023)
- 1931 - Arkadij Bočkarëv, cestista sovietico († 1988)
- 1931 - Dominic Chianese, attore e cantante statunitense
- 1931 - Ljudmila Egorova, ginnasta sovietica († 2009)
- 1931 - Charlie Logg, ex canottiere statunitense
- 1931 - Paulo Lopes de Faria, arcivescovo cattolico brasiliano († 2009)
- 1931 - Marta Marzotto, modella, stilista e socialite italiana († 2016)
- 1931 - Uri Orlev, scrittore israeliano († 2022)
- 1931 - Mona Ozouf, storica e filosofa francese
- 1931 - Rocco Salini, politico italiano († 2016)
- 1931 - Donato Valli, critico letterario italiano († 2017)
- 1931 - Luciano Vistosi, designer e scultore italiano († 2010)
- 1932 - Pino Castagna, scultore, ceramista e incisore italiano († 2017)
- 1932 - Walter De Rigo, imprenditore e politico italiano († 2009)
- 1932 - Jean Kerléo, profumiere francese († 2025)
- 1932 - Michel Legrand, compositore, pianista e arrangiatore francese († 2019)
- 1932 - Ian McNeill, allenatore di calcio e calciatore scozzese († 2017)
- 1932 - Zell Miller, politico e scrittore statunitense († 2018)
- 1932 - John Vernon, attore canadese († 2005)
- 1933 - Giorgio Antonucci, medico e psicoterapeuta italiano († 2017)
- 1933 - Francesco Bartoli, critico d'arte italiano († 1997)
- 1933 - Emidio Ferlatti, calciatore italiano († 2020)
- 1933 - Judah Folkman, oncologo statunitense († 2008)
- 1933 - David "Fathead" Newman, sassofonista statunitense († 2009)
- 1933 - Aldo Scaramucci, calciatore italiano († 2014)
- 1933 - Léon Van Daele, ciclista su strada e pistard belga († 2000)
- 1933 - Jean Sommeng Vorachak, vescovo cattolico laotiano († 2009)
- 1934 - Frank Braña, attore spagnolo († 2012)
- 1934 - Bernard Chiarelli, calciatore e allenatore di calcio francese († 2024)
- 1934 - Bettino Craxi, politico italiano († 2000)
- 1934 - Klaus Darga, scacchista tedesco
- 1934 - Mahbub ul Haq, economista e politico pakistano († 1998)
- 1934 - Carmelo Iannì, imprenditore italiano († 1980)
- 1934 - Ken Keyworth, calciatore inglese († 2000)
- 1934 - Christos Lambrakis, editore e filantropo greco († 2009)
- 1934 - Luigi Montini, attore e doppiatore italiano
- 1934 - Bingu wa Mutharika, economista e politico malawiano († 2012)
- 1934 - Flemming Nielsen, calciatore danese († 2018)
- 1934 - Renata Scotto, soprano e regista teatrale italiana († 2023)
- 1935 - Boris Lukášik, ex cestista cecoslovacco
- 1935 - Antonio Pasinato, ex calciatore e allenatore di calcio italiano
- 1935 - Vicente Piquer, allenatore di calcio e calciatore spagnolo († 2018)
- 1935 - Jean de Viguerie, storico francese († 2019)
- 1936 - Maria Luisa Doglio, critica letteraria e filologa italiana
- 1936 - William Fulco, gesuita, linguista e glottoteta statunitense († 2021)
- 1936 - Sadegh Ghotbzadeh, politico iraniano († 1982)
- 1936 - Silvio Grassetti, pilota motociclistico italiano († 2018)
- 1936 - Daryl Hine, poeta, traduttore e critico letterario canadese († 2012)
- 1936 - Władysław Kowalski, attore polacco († 2017)
- 1936 - Lance Reventlow, pilota automobilistico statunitense († 1972)
- 1936 - Ali Salem, drammaturgo e scrittore egiziano († 2015)
- 1937 - Robbie Braithwaite, calciatore nordirlandese († 2015)
- 1937 - Adelio Crespi, calciatore italiano († 2018)
- 1937 - Shawn Elliott, attore e cantante statunitense († 2016)
- 1937 - Sonallah Ibrahim, scrittore egiziano († 2025)
- 1937 - Jef Jurion, ex calciatore belga
- 1938 - Sebastian Brock, orientalista britannico
- 1938 - James Farentino, attore statunitense († 2012)
- 1938 - Ėmma Gapčenko, arciera sovietica († 2021)
- 1938 - Vincenzo Grasso, imprenditore italiano († 1989)
- 1938 - Phil Knight, imprenditore, dirigente d'azienda e produttore cinematografico statunitense
- 1938 - Piero Rolla, paroliere, compositore e cantautore italiano
- 1938 - Bob Wilkinson, ex cestista statunitense
- 1938 - Cocki van Engelsdorp Gastelaars, ex nuotatrice olandese
- 1939 - Franco Barbero, presbitero italiano
- 1939 - Eladio Benítez, calciatore uruguaiano († 2018)
- 1939 - Cosimo Convertino, politico italiano
- 1939 - Luigi Franza, politico italiano († 2020)
- 1939 - Timothäus Gerresheim, ex schermidore tedesco
- 1939 - Marisa Mell, attrice austriaca († 1992)
- 1939 - John Morales Tricoche, ex cestista portoricano
- 1939 - Giorgio Ramella, pittore italiano
- 1939 - Piergiorgio Sartore, calciatore italiano († 2011)
- 1939 - Salama Soliman, critico letterario e italianista egiziano († 2003)
- 1939 - Yannick Stephan, ex cestista francese
- 1940 - Cláudio Cavalcanti, attore e politico brasiliano († 2013)
- 1940 - Pete Duel, attore statunitense († 1971)
- 1940 - Jimmy Ellis, pugile statunitense († 2014)
- 1940 - Edda Kainz, ex sciatrice alpina austriaca
- 1940 - Ugolino, cantautore italiano
- 1940 - Denis Law, calciatore scozzese († 2025)
- 1940 - Ludwig Leitner, sciatore alpino austriaco († 2013)
- 1940 - John Lyall, calciatore e allenatore di calcio inglese († 2006)
- 1940 - Raúl Magaña, allenatore di calcio e calciatore salvadoregno († 2009)
- 1940 - Nicolae Martinescu, lottatore rumeno († 2013)
- 1940 - Romano Micelli, ex calciatore italiano
- 1940 - Bruno Nicolè, calciatore italiano († 2019)
- 1940 - Mario Piave, attore italiano († 1979)
- 1940 - Guy Périllat, ex sciatore alpino francese
- 1940 - Maria Gabriella di Savoia, principessa italiana
- 1940 - James Sloyan, attore statunitense
- 1940 - Khalid bin Faysal Al Sa'ud, principe, politico e collezionista d'arte saudita
- 1941 - David Gooderson, attore britannico
- 1941 - Natias Neutert, artista e scrittore tedesco
- 1941 - Giuditta Saltarini, attrice, personaggio televisivo e showgirl italiana († 2024)
- 1941 - Luciano Teneggi, ex calciatore italiano
- 1942 - Chris Doerk, cantante tedesca
- 1942 - Celia Kaye, attrice statunitense
- 1942 - Joe Lieberman, politico statunitense († 2024)
- 1942 - Mihai Mocanu, allenatore di calcio e calciatore rumeno († 2009)
- 1942 - John Neumeier, danzatore e coreografo statunitense
- 1942 - Jenny O'Hara, attrice statunitense
- 1942 - Bernd Rupp, ex calciatore tedesco
- 1942 - Alan Sealey, calciatore inglese († 1996)
- 1942 - Dieter Speer, ex biatleta tedesco
- 1942 - Gayatri Chakravorty Spivak, filosofa statunitense
- 1943 - Lella Artesi, regista televisiva italiana
- 1943 - Mauro Bogliatto, ex altista italiano
- 1943 - Jacques Bompard, politico e saggista francese
- 1943 - Catherine Cesarsky, astrofisica francese
- 1943 - Giuseppina Dalle Molle, mezzosoprano italiano
- 1943 - Rinaldo Frezza, ex calciatore italiano
- 1943 - Kent Haruf, scrittore statunitense († 2014)
- 1943 - Nick Krat, ex calciatore statunitense
- 1943 - François Mazet, pilota automobilistico francese
- 1943 - Luigi Meroni, calciatore italiano († 1967)
- 1943 - Pablo Milanés, cantautore cubano († 2022)
- 1943 - Anna Temesvári, nuotatrice ungherese
- 1943 - Al Tucker, cestista statunitense († 2001)
- 1944 - Nicky Hopkins, pianista inglese († 1994)
- 1944 - José Luis Lacunza Maestrojuán, cardinale e vescovo cattolico spagnolo
- 1944 - Sheila Larken, attrice statunitense
- 1944 - Nico Orengo, scrittore, giornalista e poeta italiano († 2009)
- 1944 - Ivica Račan, politico croato († 2007)
- 1944 - David Wineland, fisico statunitense
- 1944 - Valerij Zykov, ex calciatore sovietico
- 1945 - Giorgio Bambini, pugile italiano († 2015)
- 1945 - Barry Bostwick, attore statunitense
- 1945 - Billy Boyle, attore e cantante irlandese
- 1945 - Per-Olof Lefwerth, cestista svedese († 2020)
- 1945 - Mikael Salomon, regista e direttore della fotografia danese
- 1945 - Sérgio Toledo Machado, ex cestista brasiliano
- 1945 - Collin Walcott, musicista e compositore statunitense († 1984)
- 1945 - Patti Wicks, cantante statunitense († 2014)
- 1946 - Herbert Armstrong Bevard, vescovo cattolico statunitense
- 1946 - Jiří Bělohlávek, direttore d'orchestra ceco († 2017)
- 1946 - Paolo Chiarini, fumettista italiano († 2002)
- 1946 - Sergio De Gregorio, nuotatore italiano († 1966)
- 1946 - Tullio De Piscopo, batterista, cantautore e percussionista italiano
- 1946 - Ratomir Dujković, allenatore di calcio e ex calciatore jugoslavo
- 1946 - Sergio Gori, calciatore italiano († 2023)
- 1946 - Diane Larsen-Freeman, linguista statunitense
- 1946 - Gérard Longuet, politico francese
- 1946 - Grigorij Margulis, matematico russo
- 1946 - Feliciano Polli, politico italiano
- 1946 - Michael Radford, regista, sceneggiatore e produttore cinematografico britannico
- 1946 - Jean-Yves Riocreux, vescovo cattolico francese
- 1946 - Roni Shuruk, ex calciatore israeliano
- 1946 - Don Siegelman, ex politico statunitense
- 1946 - Marco Tangheroni, storico e medievista italiano († 2004)
- 1946 - Steve Upton, batterista britannico
- 1946 - Terry Winograd, informatico statunitense
- 1947 - Dušan Antunović, pallanuotista e allenatore di pallanuoto croato († 2012)
- 1947 - Fernando Barrachina, calciatore spagnolo († 2016)
- 1947 - Lilly Bonato, cantante italiana († 2021)
- 1947 - Marco Brusco, ammiraglio italiano
- 1947 - Mike Fratello, allenatore di pallacanestro e commentatore televisivo statunitense
- 1947 - Mike Hodge, attore statunitense († 2017)
- 1947 - Rupert Holmes, musicista, compositore e drammaturgo statunitense
- 1947 - Edward James Olmos, attore e regista statunitense
- 1947 - Elena Solovej, attrice sovietica
- 1947 - Tamara Taxman, attrice, conduttrice televisiva e scrittrice brasiliana
- 1948 - Oliver Cheatham, cantante statunitense († 2013)
- 1948 - Julieta Norma Fierro Gossman, fisica e astronoma messicana
- 1948 - Luis Galván, calciatore argentino († 2025)
- 1948 - Ivar Hoff, allenatore di calcio norvegese
- 1948 - David Quammen, saggista e divulgatore scientifico statunitense
- 1948 - Walter Smith, calciatore, allenatore di calcio e dirigente sportivo scozzese († 2021)
- 1948 - Tim Staffell, bassista e cantante britannico
- 1949 - Nino Camardo, pittore italiano
- 1949 - Karianne Christiansen, sciatrice alpina norvegese († 1976)
- 1949 - Manuel De Sica, compositore italiano († 2014)
- 1949 - Alessandro Fummi, giocatore di curling italiano († 2024)
- 1950 - Miguel Arias Cañete, politico spagnolo
- 1950 - Richard Bandler, psicologo, saggista e linguista statunitense
- 1950 - Andrea Castelli, attore italiano
- 1950 - Sandro Damilano, allenatore di atletica leggera italiano
- 1950 - Gerald Gazdar, linguista britannico
- 1950 - Liborio Liguori, ex calciatore italiano
- 1950 - Franco Paganelli, ex rugbista a 15 e dirigente sportivo italiano
- 1950 - George Thorogood, cantante e chitarrista statunitense
- 1950 - Lillo Venezia, giornalista italiano († 2020)
- 1950 - Piet van Katwijk, ciclista su strada olandese († 2025)
- 1951 - Clyde Best, allenatore di calcio e ex calciatore bermudiano
- 1951 - Enzo Bianco, politico italiano
- 1951 - Víctor Estay, ex calciatore cileno
- 1951 - Monique Melsen, cantante lussemburghese
- 1951 - Klaus Niedzwiedz, ex pilota automobilistico tedesco
- 1951 - Stella Pende, giornalista e conduttrice televisiva italiana
- 1951 - Debra Jo Rupp, attrice statunitense
- 1951 - Gianfranco Sestili, mafioso italiano
- 1951 - Helen Shaver, attrice, regista e produttrice televisiva canadese
- 1951 - Laimdota Straujuma, politica lettone
- 1952 - Giuliana Amici, allenatrice di atletica leggera e giavellottista italiana
- 1952 - Tommy Burleson, ex cestista statunitense
- 1952 - Carlo Maria Cordio, musicista italiano
- 1952 - Steve Dawson, bassista britannico
- 1952 - Fred Dean, giocatore di football americano statunitense († 2020)
- 1952 - Jesús García Arenas, ex cestista messicano
- 1952 - Lorenzo Liviero, politico italiano
- 1952 - Edgar Radtke, linguista e filologo tedesco
- 1952 - Jadwiga Rappé, contralto polacco († 2025)
- 1952 - Bryan Talbot, fumettista britannico
- 1952 - Sharon Walsh, tennista statunitense
- 1953 - Rodolfo Calanca, astronomo italiano († 2021)
- 1953 - Rosario Castronovo, ex calciatore italiano
- 1953 - François Dimberton, fumettista, sceneggiatore e illustratore francese
- 1953 - Ron Fricke, regista e direttore della fotografia statunitense
- 1953 - Enzo Ghigo, politico italiano
- 1953 - Mahmoud Guendouz, allenatore di calcio e ex calciatore algerino
- 1953 - Anatolij Kožemjakin, calciatore sovietico († 1974)
- 1953 - Salah Shahada, palestinese († 2002)
- 1953 - Derek St. Holmes, chitarrista e cantante statunitense
- 1954 - Bernardo Alfonsel, ex ciclista su strada spagnolo
- 1954 - Jim Borgman, fumettista statunitense
- 1954 - Leonid Dunaev, schermidore sovietico († 2002)
- 1954 - Željko Glasnović, politico e militare croato
- 1954 - Brad Greenberg, allenatore di pallacanestro, dirigente sportivo e ex cestista statunitense
- 1954 - Robert Nelson Jacobs, sceneggiatore statunitense
- 1954 - Plastic Bertrand, cantante, musicista e ballerino belga
- 1954 - Gregory Kunde, tenore statunitense
- 1954 - Sid Meier, autore di videogiochi canadese
- 1954 - Linda Moore, ex giocatrice di curling canadese
- 1954 - Jean Teulère, cavaliere francese
- 1954 - Ljubov' Uspenskaja, cantante russo
- 1955 - Lorenzo Beccati, autore televisivo e scrittore italiano
- 1955 - Stella Carnacina, cantante e attrice italiana
- 1955 - Alessandro D'Alatri, regista, sceneggiatore e attore italiano († 2023)
- 1955 - Joan Fontcuberta, fotografo, docente e saggista spagnolo
- 1955 - Silvano Fontolan, allenatore di calcio e ex calciatore italiano
- 1955 - John Franken, ex cestista olandese
- 1955 - Gabi Füller, ex cestista tedesca
- 1955 - Gabi Herrlich, ex cestista tedesca
- 1955 - Steve Jobs, imprenditore e inventore statunitense († 2011)
- 1955 - Eddie Johnson, cestista statunitense († 2020)
- 1955 - Alain Prost, ex pilota automobilistico francese
- 1956 - Judith Butler, filosofa statunitense
- 1956 - Joseph Chusak Sirisut, vescovo cattolico thailandese
- 1956 - Gabriele Ghisellini, astrofisico, divulgatore scientifico e saggista italiano
- 1956 - Angelo Giurdanella, vescovo cattolico italiano
- 1956 - Sharon Kane, ex attrice pornografica e regista statunitense
- 1956 - Andreas Kōnstantinou, ex calciatore cipriota
- 1956 - Eddie Murray, giocatore di baseball statunitense
- 1956 - Reinhild Möller, ex sciatrice alpina e ex atleta paralimpica tedesca
- 1956 - Eugene Parker, cestista e procuratore sportivo statunitense († 2016)
- 1956 - Brenda Remilton, ex tennista australiana
- 1956 - Adam Szentpétery, pittore slovacco
- 1956 - Sanda Toma, ex canottiera romena
- 1957 - Ferdinando Bozzi, calciatore italiano († 2025)
- 1957 - Rafael Gordillo, ex calciatore e dirigente sportivo spagnolo
- 1957 - Ileana Piattoni, ex cestista italiana
- 1957 - İsa Qember, politico azero
- 1957 - Craig Wittus, ex tennista statunitense
- 1957 - Bernd Wunderlich, ex calciatore tedesco orientale
- 1958 - Jim Brogan, ex cestista statunitense
- 1958 - Chris Buck, regista, animatore e sceneggiatore statunitense
- 1958 - Gabriele Giordano Caccia, arcivescovo cattolico italiano
- 1958 - Pasquale Cavaliere, politico e ambientalista italiano († 1999)
- 1958 - Eli Guttman, allenatore di calcio e dirigente sportivo israeliano
- 1958 - Sammy Kershaw, cantautore statunitense
- 1958 - Dante Morandi, ex ciclista su strada e pistard italiano
- 1958 - Mark Moses, attore statunitense
- 1958 - Mike Pickering, disc jockey inglese
- 1958 - Ray Snell, giocatore di football americano statunitense († 2021)
- 1959 - Aleksandr Belostennyj, cestista sovietico († 2010)
- 1959 - Stefano Bortolussi, scrittore, poeta e traduttore italiano
- 1959 - Beth Broderick, attrice statunitense
- 1959 - Judith Collins, politica neozelandese
- 1959 - Silvia Fröhlich, ex canottiera tedesca
- 1959 - Nils Johan Semb, allenatore di calcio e ex calciatore norvegese
- 1959 - François Villeroy de Galhau, banchiere, funzionario e dirigente d'azienda francese
- 1960 - Mustafa Arslanović, allenatore di calcio e ex calciatore jugoslavo
- 1960 - Wim Balm, ex calciatore olandese
- 1960 - David Bar-Hayim, rabbino e docente israeliano
- 1960 - Lino Damiani, attore e regista italiano
- 1960 - Hans van Leeuwen, ex giocatore di calcio a 5 olandese
- 1960 - Mansour Osanlou, sindacalista iraniano
- 1960 - Ronnie Platt, cantante statunitense
- 1960 - İqor Ponomaryov, allenatore di calcio e ex calciatore sovietico
- 1960 - Fabio Ravezzani, giornalista e conduttore televisivo italiano
- 1960 - Alexandra Schwartzbrod, scrittrice e giornalista francese
- 1961 - Andrea Augello, politico e saggista italiano († 2023)
- 1961 - Mario Caldato Jr., produttore discografico e tastierista brasiliano
- 1961 - Angelo Colombo, allenatore di calcio e ex calciatore italiano
- 1961 - Giancarlo Corradini, allenatore di calcio e ex calciatore italiano
- 1961 - Hillman Curtis, designer e regista statunitense († 2012)
- 1961 - Ruud Heus, allenatore di calcio e ex calciatore olandese
- 1961 - Kasi Lemmons, regista, attrice e sceneggiatrice statunitense
- 1961 - Tyke Peacock, ex altista statunitense
- 1961 - Emilio Rivera, attore statunitense
- 1961 - Éric Rochant, regista e sceneggiatore francese
- 1961 - Erna Solberg, politica norvegese
- 1961 - Ellen Stofan, astronoma e geologa statunitense
- 1962 - Chris Chocola, politico statunitense
- 1962 - Silvana Giancola, ex schermitrice argentina
- 1962 - Ari Hjelm, allenatore di calcio e ex calciatore finlandese
- 1962 - Kerstin Jakobsson, ex cestista svedese
- 1962 - Michelle Shocked, cantautrice statunitense
- 1962 - Kelly Knight Craft, politica e diplomatica statunitense
- 1962 - Jennie Livingston, regista statunitense
- 1962 - Domingo Manrique, ex velista spagnolo
- 1962 - Phedon Papamichael, direttore della fotografia e regista greco
- 1962 - Antonino Pulvirenti, imprenditore e dirigente sportivo italiano
- 1962 - Mario Totaro, compositore e pianista italiano
- 1962 - Teri Weigel, ex attrice pornografica e modella statunitense
- 1963 - Carlo di Borbone-Due Sicilie, principe francese
- 1963 - Françoise Bozon, ex sciatrice alpina francese
- 1963 - Huang Shiping, ex tiratore a segno cinese
- 1963 - Vincenzo Imperatore, scrittore e giornalista italiano
- 1964 - Alfonso Colucci, politico italiano
- 1964 - Victor Ferreyra, ex calciatore argentino
- 1964 - Maurice Field, rugbista a 15, personaggio televisivo e dirigente sportivo britannico
- 1964 - Todd Field, attore, regista e sceneggiatore statunitense
- 1964 - Ute Geweniger, ex nuotatrice tedesca
- 1964 - Serge Hélan, ex triplista francese
- 1964 - Grzegorz Kaszak, vescovo cattolico polacco
- 1964 - Harry van der Laan, ex calciatore olandese
- 1964 - Mićo Martić, allenatore di calcio a 5 e ex giocatore di calcio a 5 croato
- 1964 - Takashi Nagasako, doppiatore giapponese
- 1964 - Son Hyung-seon, ex calciatore sudcoreano
- 1964 - Magdy Tolba, ex calciatore egiziano
- 1964 - Imma Villa, attrice italiana
- 1964 - Robert McLiam Wilson, scrittore britannico
- 1965 - Sanjay Leela Bhansali, regista, produttore cinematografico e sceneggiatore indiano
- 1965 - Dragomir Draganov, chitarrista e compositore bulgaro
- 1965 - Hans-Dieter Flick, allenatore di calcio e ex calciatore tedesco
- 1965 - Alessandro Gassmann, attore e regista italiano
- 1965 - Gabriela González, fisica e astronoma argentina
- 1965 - Paul Gruber, ex giocatore di football americano statunitense
- 1965 - Nitzan Horowitz, politico israeliano
- 1965 - Bright Omokaro, ex calciatore nigeriano
- 1965 - Sylvie Retailleau, fisica, docente e politica francese
- 1965 - Bas Rutten, artista marziale misto, thaiboxer e attore olandese
- 1966 - David Diop, scrittore francese
- 1966 - Davide Fontolan, ex calciatore italiano
- 1966 - Sven Köhler, allenatore di calcio e ex calciatore tedesco orientale
- 1966 - Larry James Kulick, vescovo cattolico statunitense
- 1966 - Lil' Troy, rapper statunitense
- 1966 - Alain Mabanckou, scrittore e poeta congolese (Repubblica del Congo)
- 1966 - LaShun McDaniel, ex cestista e allenatore di pallacanestro statunitense
- 1966 - Luca Mercalli, climatologo e divulgatore scientifico italiano
- 1966 - Ben Miller, comico, attore e sceneggiatore britannico
- 1966 - Billy Zane, attore statunitense
- 1967 - Gigi D'Alessio, cantautore e produttore discografico italiano
- 1967 - Maciej Freimut, ex canoista polacco
- 1967 - Anacleto Jiménez, ex mezzofondista spagnolo
- 1967 - Lee Young-sang, ex calciatore sudcoreano
- 1967 - Ljupčo Markovski, allenatore di calcio e ex calciatore macedone
- 1967 - Brian P. Schmidt, fisico statunitense
- 1967 - Fernando Tejero, attore spagnolo
- 1968 - Bruno Aveillan, regista francese
- 1968 - Francesco Baiano, allenatore di calcio e ex calciatore italiano
- 1968 - Andy Berman, attore e produttore televisivo statunitense
- 1968 - Monica Casaletto, politica italiana
- 1968 - Kendall Cross, ex lottatore statunitense
- 1968 - David Eugene Edwards, cantautore statunitense
- 1968 - William Guerra, ex calciatore sammarinese
- 1968 - Mitch Hedberg, comico statunitense († 2005)
- 1968 - Martha Kelly, attrice statunitense
- 1968 - Emanuele Naspetti, pilota automobilistico italiano
- 1968 - Emanuele Rastelli, compositore e fisarmonicista sammarinese
- 1968 - Steven St. Croix, attore pornografico statunitense
- 1968 - Antonio José Valín Valdés, vescovo cattolico spagnolo
- 1968 - John Veldman, ex calciatore olandese
- 1968 - Martin Wagner, ex calciatore e procuratore sportivo tedesco
- 1969 - Andrea Castrignano, designer, conduttore televisivo e blogger italiano
- 1969 - Noemi Di Segni, italiana
- 1969 - Barbara Folchitto, attrice italiana
- 1969 - Stefan Steinweg, ex pistard tedesco
- 1969 - Paul Young, pilota motociclistico australiano
- 1970 - Katrine Camilleri, avvocato maltese
- 1970 - Barbara Frale, storica, paleografa e scrittrice italiana
- 1970 - Jeff Garcia, ex giocatore di football americano statunitense
- 1970 - Morlon Greenwood, ex giocatore di football americano giamaicano
- 1970 - Andrea Olivero, politico italiano
- 1970 - Neil Sullivan, allenatore di calcio e ex calciatore scozzese
- 1970 - Marija Tichvinskaja, snowboarder russa
- 1970 - Jason Watt, pilota automobilistico danese
- 1971 - Darius Arya, archeologo e antropologo statunitense
- 1971 - Leda Battisti, cantautrice e chitarrista italiana
- 1971 - Josh Bernstein, esploratore, conduttore televisivo e autore televisivo statunitense
- 1971 - Coralina Cataldi Tassoni, attrice statunitense
- 1971 - Pedro de la Rosa, ex pilota automobilistico spagnolo
- 1971 - Massimiliano Farris, allenatore di calcio e ex calciatore italiano
- 1971 - Gillian Flynn, scrittrice, giornalista e sceneggiatrice statunitense
- 1971 - Thomas Franck, ex calciatore tedesco
- 1971 - Conn Iggulden, scrittore britannico
- 1971 - Alfredo Li Bassi, attore e regista italiano
- 1971 - Ricardo Sánchez, pallanuotista spagnolo
- 1971 - Deon Thomas, ex cestista e allenatore di pallacanestro statunitense
- 1971 - Emmanuelle Wargon, funzionaria e politica francese
- 1972 - Pooja Bhatt, attrice, produttrice cinematografica e regista indiana
- 1972 - Richard Chelimo, mezzofondista keniota († 2001)
- 1972 - Angie Cruz, scrittrice statunitense
- 1972 - Giovanbattista Fazzolari, politico italiano
- 1972 - Chris Fehn, percussionista e polistrumentista statunitense
- 1972 - Julius Michalík, ex cestista slovacco
- 1972 - Sergio Tiempo, pianista argentino
- 1972 - Arkadij Volodos', pianista russo
- 1972 - Mohammed Zami, ex calciatore e ex giocatore di calcio a 5 malaysiano
- 1973 - Lorenzo Campani, cantautore italiano
- 1973 - Chan Li-yun, ex cestista taiwanese
- 1973 - Antony Dupuis, ex tennista francese
- 1973 - Grzegorz Gilewski, arbitro di calcio polacco
- 1973 - Fernando Hernández, ex pallamanista spagnolo
- 1973 - Jordan Jovčev, ex ginnasta e dirigente sportivo bulgaro
- 1973 - Aleksej Kovalëv, ex hockeista su ghiaccio russo
- 1973 - Lars Kraume, regista e sceneggiatore tedesco
- 1973 - Rob Morgan, attore statunitense
- 1973 - Sonja Oberem, ex triatleta e maratoneta tedesca
- 1973 - Christína Papadáki, ex tennista greca
- 1973 - Philipp Rösler, politico tedesco
- 1973 - Rainbow Rowell, scrittrice statunitense
- 1973 - Renzo Tasso, allenatore di calcio e ex calciatore italiano
- 1973 - Heather Whitestone, modella statunitense
- 1973 - Donald Williams, ex cestista e allenatore di pallacanestro statunitense
- 1974 - Michael Angerschmid, allenatore di calcio e ex calciatore austriaco
- 1974 - Takuma Aoki, pilota motociclistico e pilota automobilistico giapponese
- 1974 - Mircea Badea, showman, giornalista e attore rumeno
- 1974 - Alberto Colombo, allenatore di calcio e ex calciatore italiano
- 1974 - Gila Gamliel, politica israeliana
- 1974 - Chad Hugo, musicista e produttore discografico statunitense
- 1974 - Anjanette Kirkland, ex ostacolista statunitense
- 1974 - Chadžimurad Magomedov, ex lottatore russo
- 1974 - José Mamede, ex calciatore portoghese
- 1974 - Nicola Pavarini, allenatore di calcio e ex calciatore italiano
- 1974 - Simeon Rice, ex giocatore di football americano statunitense
- 1974 - Antonio Scricco, illustratore italiano
- 1974 - Shigenori Soejima, artista giapponese
- 1974 - Bonnie Somerville, attrice statunitense
- 1974 - Brahim Thiam, ex calciatore francese
- 1974 - Brahima Traoré, ex calciatore burkinabé
- 1974 - Ėteri Tutberidze, ex danzatrice su ghiaccio e allenatrice di pattinaggio su ghiaccio russa
- 1975 - Serkan Aykut, ex calciatore turco
- 1975 - Maurizio Giuliano, giornalista e scrittore italiano
- 1975 - Julian Johnsson, ex calciatore faroese
- 1975 - Andreu Linares, ex giocatore di calcio a 5 spagnolo
- 1975 - Joan Linares, dirigente sportivo e ex giocatore di calcio a 5 spagnolo
- 1975 - Martina Loss, politica italiana
- 1975 - Ashley McIsaac, violinista, cantautore e compositore canadese
- 1975 - Talal Yousef, ex calciatore bahreinita
- 1975 - Mariana Malinovskaia, ex cestista moldava
- 1975 - Walter O'Brien, dirigente d'azienda e informatico irlandese
- 1975 - Laure Pequegnot, ex sciatrice alpina francese
- 1975 - Fortunato Zampaglione, cantautore e produttore discografico italiano
- 1976 - Grégory Campi, allenatore di calcio e ex calciatore monegasco
- 1976 - Masayuki Doi, disegnatore e artista giapponese
- 1976 - Beshir El-Tabei, allenatore di calcio e ex calciatore egiziano
- 1976 - Crista Flanagan, attrice e sceneggiatrice statunitense
- 1976 - Jos Frederiks, ex cestista olandese
- 1976 - Nikolas Geōrgiou, ex calciatore cipriota
- 1976 - Barbara Gilbo, cantante e showgirl italiana
- 1976 - Yuval Noah Harari, storico, filosofo e saggista israeliano
- 1976 - Zach Johnson, golfista statunitense
- 1976 - Jan Koum, imprenditore e informatico ucraino
- 1976 - Bradley McGee, dirigente sportivo, ex ciclista su strada e pistard australiano
- 1976 - Matt Skiba, cantante e chitarrista statunitense
- 1977 - Maurizia Borri, pallavolista italiana
- 1977 - Erich Brabec, ex calciatore e allenatore di calcio ceco
- 1977 - Libero De Rienzo, attore italiano († 2021)
- 1977 - Toñito, ex calciatore spagnolo
- 1977 - Jay Kenneth Johnson, attore statunitense
- 1977 - Saulė Kilaitė, violinista lituana
- 1977 - Sebastián Marroquín, scrittore e architetto colombiano
- 1977 - Floyd Mayweather Jr., ex pugile e imprenditore statunitense
- 1977 - Khaled Mohamed, ex calciatore libico
- 1977 - Perica Ognjenović, allenatore di calcio e ex calciatore serbo
- 1977 - Yksel Osmanovski, ex calciatore svedese
- 1977 - Shu Chang, ex calciatore cinese
- 1977 - Jean-Pierre Vidal, ex sciatore alpino francese
- 1978 - Bangladesh, produttore discografico statunitense
- 1978 - Corey Benjamin, ex cestista statunitense
- 1978 - Jon Fitch, artista marziale misto statunitense
- 1978 - Gary, rapper e cantante sudcoreano
- 1978 - Nicole Lyn, attrice e disc jockey statunitense
- 1978 - Lucien Nicolet, disc jockey e produttore discografico svizzero
- 1978 - Blake Ritson, attore, doppiatore e regista britannico
- 1978 - Aleksander Sekulić, allenatore di pallacanestro sloveno
- 1978 - Yuyuko Takemiya, scrittrice giapponese
- 1979 - Nicholas Bilotto, allenatore di hockey su ghiaccio e ex hockeista su ghiaccio canadese
- 1979 - Peter Brown, scrittore e illustratore statunitense
- 1979 - Espen Edvardsen, calciatore norvegese
- 1979 - Aleksej Kulešov, ex pallavolista russo
- 1979 - Fábio César Montezine, allenatore di calcio e ex calciatore brasiliano
- 1979 - Nicola Padoin, dirigente sportivo e ex calciatore italiano
- 1979 - Maciej Scherfchen, ex calciatore polacco
- 1979 - Jochen Strobl, ex combinatista nordico italiano
- 1979 - Nabil Ben Yadir, attore e regista belga
- 1979 - Frida Öhrn, cantante svedese
- 1980 - Malcolm Barrett, attore statunitense
- 1980 - Michele Gori, flautista e compositore italiano
- 1980 - Ryan Hannam, ex giocatore di football americano statunitense
- 1980 - Emma Johnson, ex nuotatrice australiana
- 1980 - Umberto Louzer, allenatore di calcio e ex calciatore brasiliano
- 1980 - Shinsuke Nakamura, wrestler e ex artista marziale misto giapponese
- 1980 - Steve Roberts, ex calciatore gallese
- 1980 - Stig Rästa, cantautore e chitarrista estone
- 1980 - Roman Sludnov, nuotatore russo
- 1981 - Bruno Aguiar, ex calciatore portoghese
- 1981 - Jonas Andersson, ex hockeista su ghiaccio svedese
- 1981 - Felipe Baloy, ex calciatore panamense
- 1981 - Timo Bernhard, pilota automobilistico tedesco
- 1981 - Bobi Božinovski, ex calciatore macedone
- 1981 - Giácomo Di Giorgi, ex calciatore venezuelano
- 1981 - Brian Flores, allenatore di football americano statunitense
- 1981 - Lleyton Hewitt, ex tennista e allenatore di tennis australiano
- 1981 - Jamal Ma'aytah, ex cestista tedesco
- 1981 - Ivano Quartuccio, allenatore di pallanuoto italiano
- 1981 - Casey Robertson, rugbista a 15 e allenatrice di rugby a 15 neozelandese
- 1981 - Mauro Rosales, ex calciatore argentino
- 1981 - Bob Sanders, giocatore di football americano statunitense
- 1981 - César Santin, allenatore di calcio e ex calciatore brasiliano
- 1981 - Georg Späth, ex saltatore con gli sci tedesco
- 1981 - Alesana Tuilagi, rugbista a 15 samoano
- 1981 - Jean de Villiers, ex rugbista a 15 sudafricano
- 1981 - Anna Visigalli, ex altista italiana
- 1981 - Rafał Wieruszewski, velocista polacco
- 1981 - Suat Zendeli, ex calciatore macedone
- 1982 - Fala Chen, attrice e cantante cinese
- 1982 - Jan Cornet, attore spagnolo
- 1982 - Roberta Giarrusso, attrice, personaggio televisivo e ex modella italiana
- 1982 - Melody, cantante giapponese
- 1982 - Klára Koukalová, ex tennista ceca
- 1982 - Hugo Luz, ex calciatore portoghese
- 1982 - Kevin O'Connor, allenatore di calcio e ex calciatore irlandese
- 1982 - Oleksij Onufrijev, cestista ucraino
- 1982 - Marco Plaza, ex calciatore cileno
- 1982 - Simonas Serapinas, allenatore di pallacanestro e ex cestista lituano
- 1982 - Emanuel Villa, ex calciatore argentino
- 1982 - Cheng Wen-Hsing, giocatrice di badminton taiwanese
- 1983 - Jan Błachowicz, artista marziale mista polacco
- 1983 - Edoardo Fanucci, politico italiano
- 1983 - Surya Shekhar Ganguly, scacchista indiano
- 1983 - Santiago González, tennista messicano
- 1983 - Sophie Howard, modella britannica
- 1983 - Rémi Maréval, ex calciatore francese
- 1983 - Matt McGinley, batterista statunitense
- 1983 - Mark McGivern, pallavolista britannico
- 1983 - Russell Mwafulirwa, ex calciatore malawiano
- 1983 - Tawny Newsome, attrice e sceneggiatrice statunitense
- 1983 - Charlie Peprah, giocatore di football americano statunitense
- 1983 - Priscila Perales, modella messicana
- 1983 - Javier Pinola, ex calciatore argentino
- 1983 - Samantha Richards, ex cestista australiana
- 1983 - Ross Schraeder, ex cestista statunitense
- 1983 - Marco Soia, ex hockeista su ghiaccio italiano
- 1983 - Wesam al-Sous, allenatore di pallacanestro e ex cestista giordano
- 1983 - Marcin Stefański, allenatore di pallacanestro e ex cestista polacco
- 1983 - Médine, rapper francese
- 1984 - Haliru Alidu, ex calciatore togolese
- 1984 - Laura Audere, ex cestista lettone
- 1984 - Wilson Bethel, attore statunitense
- 1984 - Marta Colaiocco, ex pallanuotista e allenatrice di pallanuoto italiana
- 1984 - Brian Dabul, ex tennista argentino
- 1984 - Desmond Fa'aiuaso, calciatore samoano
- 1984 - Corey Graves, ex wrestler e personaggio televisivo statunitense
- 1984 - Tom Høgli, ex calciatore norvegese
- 1984 - Matthias Langkamp, ex calciatore tedesco
- 1984 - Fabricio Lenci, ex calciatore argentino
- 1984 - Michelle Lukes, attrice e doppiatrice britannica
- 1984 - Vladan Pavlović, ex calciatore serbo
- 1984 - Carlo Piastra, politico italiano
- 1984 - Clivio Piccione, pilota automobilistico monegasco
- 1984 - Daniel Serra, pilota automobilistico brasiliano
- 1984 - Igor Țîgîrlaș, ex calciatore moldavo
- 1984 - Rudy Yakym, politico statunitense
- 1985 - Rubén Albés, allenatore di calcio spagnolo
- 1985 - Gwen Araujo, statunitense († 2002)
- 1985 - Fabian Hertner, orientista svizzero
- 1985 - Oleksandr Jacenko, ex calciatore ucraino
- 1985 - William Kvist, ex calciatore danese
- 1985 - Andrew Oyombe, ex calciatore keniota
- 1985 - Serena Patu, calciatrice italiana
- 1985 - Keith Simmons, ex cestista statunitense
- 1986 - Ingūna Butāne, modella lettone
- 1986 - Eleonora C. Caruso, scrittrice italiana
- 1986 - Milcah Cheywa, ex siepista keniota
- 1986 - Didier Crettenand, ex calciatore svizzero
- 1986 - Dimitri Fautrai, calciatore francese
- 1986 - Vladimir Golubović, cestista montenegrino
- 1986 - Gigi Ibrahim, giornalista e blogger egiziana
- 1986 - Aleksandar Ivović, pallanuotista montenegrino
- 1986 - Leandro Souza, ex calciatore brasiliano
- 1986 - Sébastien Rouault, ex nuotatore francese
- 1986 - Thiago Ribeiro, calciatore brasiliano
- 1986 - Francesca Valtorta, attrice italiana
- 1986 - Wojtek Wolski, hockeista su ghiaccio polacco
- 1987 - Imanol Agirretxe, ex calciatore spagnolo
- 1987 - Ángel Berlanga, ex calciatore spagnolo
- 1987 - Chan Chaya, calciatore cambogiano
- 1987 - Tina Desai, attrice e modella indiana
- 1987 - Marko Đurković, ex cestista bosniaco
- 1987 - Chieko Kawabe, cantante, modella e attrice giapponese
- 1987 - Kim Kyu-jong, cantante e attore sudcoreano
- 1987 - Radek Petr, calciatore ceco
- 1987 - Mario Suárez Mata, ex calciatore spagnolo
- 1987 - Christopher Trimmel, calciatore austriaco
- 1987 - Ashley Walker, ex cestista statunitense
- 1988 - Rodrigue Beaubois, cestista francese
- 1988 - Brittany Bowe, pattinatrice di velocità su ghiaccio statunitense
- 1988 - Alessia Catrambone, allenatrice di calcio a 5 e ex giocatrice di calcio a 5 italiana
- 1988 - David Magalhães, ex calciatore angolano
- 1988 - Admilson Estaline Dias Barros, ex calciatore capoverdiano
- 1988 - Nicole Faverón, modella peruviana
- 1988 - Jan Ghyselinck, ex ciclista su strada belga
- 1988 - Claudio Giráldez, allenatore di calcio e ex calciatore spagnolo
- 1988 - Levi Hanssen, ex calciatore faroese
- 1988 - Michael Johnson, ex calciatore inglese
- 1988 - Alexander Koch, attore statunitense
- 1988 - Vasiliy Levit, pugile kazako
- 1988 - Sebastián Navarro, calciatore argentino
- 1988 - Simplex Nthala, ex calciatore malawiano
- 1988 - Lynn Tan, modella singaporiana
- 1988 - Samuel Tsegay, mezzofondista e maratoneta eritreo
- 1988 - Geoffrey Tulasne, ex calciatore francese
- 1988 - Clayton de Sousa Moreira, ex calciatore lussemburghese
- 1988 - Matija Špičić, calciatore croato
- 1989 - Nicolás Bruno, pallavolista argentino
- 1989 - Emily Calderón, pallavolista portoricana
- 1989 - Trace Cyrus, chitarrista e cantante statunitense
- 1989 - Juan Falcón, ex calciatore venezuelano
- 1989 - Craig Forsyth, calciatore scozzese
- 1989 - Simon Karl Johansson, giocatore di calcio a 5 e calciatore norvegese
- 1989 - Daniel Kaluuya, attore e sceneggiatore britannico
- 1989 - Kosta Koufos, cestista statunitense
- 1989 - Fabio Lovatti, ex cestista italiano
- 1989 - Jean Paul Pineda, calciatore cileno
- 1989 - Xavi Rabaseda, cestista spagnolo
- 1989 - Albina Rrahmani, allenatrice di calcio e ex calciatrice albanese
- 1989 - Ezequiel Skverer, ex cestista argentino
- 1989 - D.J. Smith, giocatore di football americano statunitense
- 1989 - Rokevious Watkins, giocatore di football americano statunitense
- 1989 - Zhang Xiaowen, scacchista cinese
- 1990 - Salvatore Aranzulla, blogger e imprenditore italiano
- 1990 - Ibrahim Arifović, ex calciatore serbo
- 1990 - Angel Goodrich, ex cestista statunitense
- 1990 - Georges Henri Griffiths, calciatore ivoriano († 2017)
- 1990 - Cəbrayıl Həsənov, lottatore azero
- 1990 - Randy Krummenacher, pilota motociclistico svizzero
- 1990 - Cleyton Rafael Lima da Silva, calciatore brasiliano
- 1990 - Łukasz Owsian, ciclista su strada polacco
- 1990 - Bogdan Riznić, cestista serbo
- 1990 - Jordan Todman, giocatore di football americano statunitense
- 1990 - Christopher Wernitznig, calciatore austriaco
- 1990 - Derek Wolfe, ex giocatore di football americano statunitense
- 1991 - Ahmed Merza, calciatore bahreinita
- 1991 - Nicolas Benezet, calciatore francese
- 1991 - Francisco Carabalí, calciatore venezuelano
- 1991 - Nicola Del Freo, danzatore italiano
- 1991 - Emily DiDonato, supermodella statunitense
- 1991 - Tim Erixon, hockeista su ghiaccio svedese
- 1991 - Melissa Hoskins, pistard e ciclista su strada australiana († 2023)
- 1991 - Madison Hubbell, danzatrice su ghiaccio statunitense
- 1991 - Henrik Ingebrigtsen, mezzofondista norvegese
- 1991 - O'Shea Jackson Jr., attore e rapper statunitense
- 1991 - Christian Kabasele, calciatore belga
- 1991 - Semih Kaya, ex calciatore turco
- 1991 - Emerson Marcelina, calciatore brasiliano
- 1991 - Na Hye-mi, attrice sudcoreana
- 1991 - Mitja Nikolić, cestista sloveno
- 1991 - Markus Pink, calciatore austriaco
- 1991 - Diego Sevillano, calciatore argentino
- 1991 - Nemanja Ubović, pallanuotista serbo
- 1991 - Jerónimo de la Fuente, rugbista a 15 argentino
- 1992 - Simone Anzani, pallavolista italiano
- 1992 - Stefan Aškovski, calciatore macedone
- 1992 - Nicolò Bianchi, calciatore italiano
- 1992 - Nikko Boxall, calciatore neozelandese
- 1992 - Yerson Candelo, calciatore colombiano
- 1992 - Walter Chalá, calciatore ecuadoriano
- 1992 - Eduardo Sasha, calciatore brasiliano
- 1992 - Britt Dekker, attrice e personaggio televisivo olandese
- 1992 - Iolanda Di Stasio, politica italiana
- 1992 - Vasif Durarbəyli, scacchista azero
- 1992 - Dominique Easley, ex giocatore di football americano statunitense
- 1992 - Josh Forrest, giocatore di football americano statunitense
- 1992 - Nikos Karelīs, calciatore greco
- 1992 - Lee Jong-ho, ex calciatore sudcoreano
- 1992 - Yunus Malli, calciatore tedesco
- 1992 - Bettina Plank, karateka austriaca
- 1992 - Antonio Richardson, giocatore di football americano statunitense
- 1992 - Anželika Terljuha, karateka ucraina
- 1992 - Richárd Vernes, calciatore ungherese
- 1992 - Oleksij Ševčenko, calciatore ucraino
- 1993 - Kevin Burke, ex giocatore di football americano e allenatore di football americano statunitense
- 1993 - Jennifer Cramer, calciatrice tedesca
- 1993 - Aaron Dennis, ex calciatore americo-verginiano
- 1993 - Yurena Díaz, cestista spagnola
- 1993 - Marcelo Espinal, calciatore honduregno
- 1993 - Marcus Carl Franklin, attore statunitense
- 1993 - Roland Gergye, pallavolista ungherese
- 1993 - Thomás Jaguaribe, calciatore brasiliano
- 1993 - Victor Juffo, calciatore brasiliano
- 1993 - Taylor Mackenzie, pilota motociclistico britannico
- 1993 - Ndue Mujeci, calciatore albanese
- 1993 - Yoshihiro Nakano, calciatore giapponese
- 1993 - David Odiete, rugbista a 15 italiano
- 1993 - Aleksandr Pucko, calciatore russo
- 1993 - Emily Rudd, attrice statunitense
- 1993 - Steeven Saba, calciatore haitiano
- 1993 - Sabrina Santamaria, tennista statunitense
- 1993 - Anna Wruck, pallavolista statunitense
- 1993 - Łukasz Zwoliński, calciatore polacco
- 1994 - Mohamed Obaid Al-Saadi, velocista omanita
- 1994 - Meri Arabidze, scacchista georgiana
- 1994 - Badara Badji, calciatore senegalese
- 1994 - Maurizio Bormolini, snowboarder italiano
- 1994 - Thomas Boudat, pistard e ciclista su strada francese
- 1994 - Faouzi Bourenane, ex calciatore algerino
- 1994 - Dylan Bregeon, pugile francese
- 1994 - Ryan Fraser, calciatore scozzese
- 1994 - Yūhi Fujitani, giocatore di football americano giapponese
- 1994 - Levent Gülen, calciatore svizzero
- 1994 - Raheem Hanley, calciatore inglese
- 1994 - Stanislav Il'nickij, cestista russo
- 1994 - Il'ja Ivaška, tennista bielorusso
- 1994 - Simon Kainzwaldner, slittinista italiano
- 1994 - Laurie Kynaston, attore britannico
- 1994 - Shun Nakamura, calciatore giapponese
- 1994 - Jessica Pegula, tennista statunitense
- 1994 - Amir Rrahmani, calciatore kosovaro
- 1994 - Earl Sweatshirt, rapper, cantautore e produttore discografico statunitense
- 1995 - Igor Aleksovski, calciatore macedone
- 1995 - Luca Ghiotto, pilota automobilistico italiano
- 1995 - Nebojša Kosović, calciatore montenegrino
- 1995 - Peter Longobardi, taekwondoka britannico
- 1995 - Stephanie Mavunga, cestista zimbabwese
- 1995 - Josh Murphy, calciatore inglese
- 1995 - Jacob Murphy, calciatore inglese
- 1995 - Marko Pejić, calciatore croato
- 1995 - Petro Stasjuk, calciatore ucraino
- 1995 - Emanuel Taffertshofer, calciatore tedesco
- 1995 - Elena Taloş, triplista rumena
- 1996 - Allan Cruz, calciatore costaricano
- 1996 - Marcus Harness, calciatore inglese
- 1996 - Aleia Hobbs, velocista statunitense
- 1996 - Francisco La Mantía, calciatore venezuelano
- 1996 - Miguel Merentiel, calciatore uruguaiano
- 1996 - Andrea Palazzi, calciatore italiano
- 1996 - Royce Freeman, giocatore di football americano statunitense
- 1996 - Jorge Valadéz, ex calciatore messicano
- 1996 - Tristin Walley, cestista statunitense
- 1996 - Kira Weidle, sciatrice alpina tedesca
- 1997 - Noor Al-Rawabdeh, calciatore giordano
- 1997 - Pepê, calciatore brasiliano
- 1997 - Fabijan Buntić, calciatore tedesco
- 1997 - Max Chamberlain, pallavolista statunitense
- 1997 - Aaron Chia, giocatore di badminton malese
- 1997 - Kwadwo Duah, calciatore svizzero
- 1997 - Necati Er, triplista turco
- 1997 - Andrea Federici, velocista italiano
- 1997 - Anthony Georgiou, calciatore cipriota
- 1997 - Lloyd Harris, tennista sudafricano
- 1997 - Kim Jin-kyu, calciatore sudcoreano
- 1997 - Cliven Loubser, rugbista a 15 namibiano
- 1997 - Riccardo Lucca, ciclista su strada italiano
- 1997 - Rey Manaj, calciatore albanese
- 1997 - César Montes, calciatore messicano
- 1997 - Meryeta O'Dine, snowboarder canadese
- 1997 - Pëtr Rikunov, ciclista su strada russo
- 1997 - Emanuela Stecca, rugbista a 15 italiana
- 1997 - Dominik Sváček, calciatore ceco
- 1997 - Sergio Tu, ciclista su strada taiwanese
- 1997 - Nicolas Vichiatto da Silva, calciatore brasiliano
- 1997 - Lucas Mineiro, calciatore brasiliano
- 1997 - Anna Žerebjat'eva, fondista russa
- 1998 - Kristers Aparjods, slittinista lettone
- 1998 - Joan Cervós, calciatore andorrano
- 1998 - Nicolas Debeaumarché, ciclista su strada francese
- 1998 - Remy Gardner, pilota motociclistico australiano
- 1998 - Baboucarr Gaye, calciatore tedesco
- 1998 - Will Jordan, rugbista a 15 neozelandese
- 1998 - Luis Kaçorri, calciatore albanese
- 1998 - Weldon Langat, mezzofondista keniano
- 1998 - Jovana Kocić, pallavolista serba
- 1998 - Alex Marshall, calciatore giamaicano
- 1998 - Khalid Muneer, calciatore qatariota
- 1998 - Asato Miyagawa, calciatrice giapponese
- 1998 - Olaf Nowak, calciatore polacco
- 1998 - Alessandro Semprini, calciatore italiano
- 1999 - Danilo Al-Saed, calciatore svedese
- 1999 - Rennia Davis, cestista statunitense
- 1999 - Matías Dufour, calciatore uruguaiano
- 1999 - Jhon Espinoza, calciatore ecuadoriano
- 1999 - Ahmed Khalaf, cestista egiziano
- 1999 - Dawid Kurminowski, calciatore polacco
- 1999 - Thabo Moloisane, calciatore sudafricano
- 1999 - Buse Savaşkan, altista turca
- 1999 - Caio Alexandre, calciatore brasiliano
- 2000 - Tobias Anselm, calciatore austriaco
- 2000 - Antony Matheus dos Santos, calciatore brasiliano
- 2000 - Guillermo Enrique, calciatore argentino
- 2000 - Rúben Fonseca, calciatore portoghese
- 2000 - Claire Hoffman, pallavolista statunitense
- 2000 - Josef Janota, giocatore di football americano ceco
- 2000 - Jean-Manuel Mbom, calciatore tedesco
- 2000 - Federico Pereira, calciatore uruguaiano
- 2000 - Dominick Puni, giocatore di football americano statunitense
- 2000 - Mohsen Shekari, attivista iraniano († 2022)

## XXI secolo(30)
- 2001 - Benjamín Galdames, calciatore messicano
- 2001 - Luciano Gauna, giocatore di calcio a 5 argentino
- 2001 - Anthony Gordon, calciatore inglese
- 2001 - Jellson Jabillin, tuffatore malese
- 2001 - Katariina Kosola, calciatrice finlandese
- 2001 - Silvia Pastrello, cestista italiana
- 2001 - Adil Tahif, calciatore marocchino
- 2001 - Tim Tršan, sciatore alpino sloveno
- 2001 - Óscar Villa, calciatore messicano
- 2002 - Rick Meissen, calciatore olandese
- 2002 - Dirk Proper, calciatore olandese
- 2002 - Lazar Samardžić, calciatore serbo
- 2002 - Lucas Varaldo, calciatore argentino
- 2003 - Wikelman Carmona, calciatore venezuelano
- 2003 - Daan Dierckx, calciatore belga
- 2003 - Ronaldo Nájera, calciatore messicano
- 2003 - Carson Schwesinger, giocatore di football americano statunitense
- 2004 - Olivia Asselin, sciatrice freestyle canadese
- 2004 - Viktoria Bürgler, sciatrice alpina austriaca
- 2004 - Jihaad Campbell, giocatore di football americano statunitense
- 2004 - Dennis Gjengaar, calciatore norvegese
- 2004 - Beatrice Lennon Crass, nuotatrice artistica britannica
- 2004 - Samuele Vignato, calciatore italiano
- 2004 - Jalon Walker, giocatore di football americano statunitense
- 2005 - Lucie Calba, calciatrice francese
- 2005 - Martina D'Antiochia, scrittrice, cantante e attrice spagnola
- 2005 - Fabijan Krivak, calciatore croato
- 2005 - Ármin Pécsi, calciatore ungherese
- 2006 - Facundo Núñez, calciatore uruguaiano
- 2007 - Luka Vušković, calciatore croato

## Senza anno specificato(1)
- Matthias Schraudolph, pittore tedesco († 1863)